# Familia de transportadores de solutos
El grupo de proteínas transportadoras de membrana del transportador de soluto (SLC) incluye más de 400 miembros organizados en 66 familias. La mayoría de los miembros del grupo SLC se encuentran en la membrana celular. El sistema de nomenclatura de genes SLC fue propuesto originalmente por el Comité de nomenclatura de genes HUGO (HGNC) y es la base para los nombres oficiales de HGNC de los genes que codifican estos transportadores. En la base de datos TCDB se puede encontrar una clasificación más general de transportadores transmembrana.
Los solutos que son transportados por los diversos miembros del grupo SLC son extremadamente diversos e incluyen moléculas orgánicas cargadas y no cargadas, así como iones inorgánicos y amoníaco.
Como es típico de las proteínas integrales de membrana, las SLC contienen una serie de hélices alfa transmembrana hidrofóbicas conectadas entre sí por bucles hidrofílicos intra y extracelulares. Dependiendo del SLC, estos transportadores son funcionales como monómeros u homo- o hetero-oligómeros obligados. Muchas familias de SLC son miembros de la superfamilia de facilitadores principales.

## Alcance
Por convención del sistema de nomenclatura, los miembros dentro de una familia SLC individual tienen más del 20-25% de identidad de secuencia entre sí. Por el contrario, la homología entre familias SLC es muy baja o inexistente. Por lo tanto, el criterio para la inclusión de una familia en el grupo SLC no es la relación evolutiva con otras familias SLC, sino más bien funcional (es decir, una proteína de membrana integral que transporta un soluto).
El grupo SLC incluye ejemplos de proteínas de transporte que son:
- Transportadores facilitadores (permiten que los solutos fluyan cuesta abajo con sus gradientes electroquímicos)
- Transportadores activos secundarios (permiten que los solutos fluyan cuesta arriba en contra de su gradiente electroquímico acoplándose al transporte de un segundo soluto que fluye cuesta abajo con su gradiente, de modo que el cambio total de energía libre sigue siendo favorable)

La serie SLC no incluye miembros de familias de proteínas de transporte que hayan sido clasificadas previamente por otros sistemas de nomenclatura ampliamente aceptados, incluidos:
- Transportadores activos primarios (permiten el flujo cuesta arriba contra gradientes electroquímicos) como los transportadores ABC (enlace de unión de ATP) al acoplar el transporte a un evento de liberación de energía como la hidrólisis de ATP
- Canales iónicos
- Acuaporinas (canales de agua)

## Distribución subcelular
La mayoría de los miembros del grupo SLC están ubicados en la membrana celular, pero algunos miembros están ubicados en las mitocondrias (el más notable es la familia SLC 25) u otros orgánulos intracelulares.

## Sistema de nomenclatura
Los nombres de los miembros individuales de SLC tienen el siguiente formato:
{\displaystyle {\ce {SLCnXm}}}
donde:
- SLC es el nombre raíz (del inglés SoLute Carrier)
- n = un número entero que representa una familia (por ejemplo, 1-52)
- X = una sola letra (A, B, C, ...) que denota una subfamilia
- m = un número entero que representa a un miembro individual de la familia (isoforma).

Por ejemplo, SLC1A1 es la primera isoforma de la subfamilia A de la familia 1 de SLC.
Una excepción ocurre con la familia SLC 21 (los transportadores de polipéptidos transportadores de aniones orgánicos), que por razones históricas tienen nombres en el formato SLCOnXm donde n = número de familia, X = letra de subfamilia y m = número de miembro.
Mientras que el HGNC solo asigna nomenclatura a los genes humanos, por convención los ortólogos de vertebrados de estos genes adoptan la misma nomenclatura. Para los roedores, el caso de los símbolos difiere del de otros vertebrados por el uso del título, es decir Slc1a1 indica el ortólogo de roedor del gen SLC1A1 humano.

## Familias
Las siguientes familias de transportadores se nombran bajo las siglas SLC respectivas y los genes homónimos que los codifican:
1. Transportador de glutamato y aminoácidos neutros de alta afinidad[7]
  - (SLC1A1, SLC1A2, SLC1A3, SLC1A4, SLC1A5, SLC1A6, SLC1A7)
2. Transportador facilitador de GLUT[8]
  - (SLC2A1, SLC2A2, SLC2A3, SLC2A4, SLC2A5, SLC2A6, SLC2A7, SLC2A8, SLC2A9, SLC2A10, SLC2A11, SLC2A12, SLC2A13, SLC2A14)
3. Transportador de aminoácidos heterodiméricos[9]
  - (SLC3A1, SLC3A2)
4. Transportador de bicarbonato[10]
  - (SLC4A1, SLC4A2, SLC4A3, SLC4A4, SLC4A5, SLC4A6, SLC4A7, SLC4A8, SLC4A9, SLC4A10, SLC4A11)
5. Proteínas de transporte sodio-glucosa[11]
  - (SLC5A1, SLC5A2, SLC5A3, SLC5A4, SLC5A5, SLC5A6, SLC5A7, SLC5A8, SLC5A9, SLC5A10, SLC5A11, SLC5A12)
6. Simportadores de neurotransmisores de sodio dependientes de sodio y cloruro[12]
  - (SLC6A1, SLC6A2, SLC6A3, SLC6A4, SLC6A5, SLC6A6, SLC6A7, SLC6A8, SLC6A9, SLC6A10, SLC6A11, SLC6A12, SLC6A13, SLC6A14, SLC6A15, SLC6A16, SLC6A17, SLC6A18, SLC6A19, SLC6A20)
7. Transportador de aminoácidos catiónicos/asociado a glicoproteína[13]
  - Transportador de aminoácidos catiónicos (SLC7A1, SLC7A2, SLC7A3, SLC7A4)
  - Subunidades asociadas a glicoproteínas/ligeras o catalíticas de transportadores de aminoácidos heterodiméricos (SLC7A5, SLC7A6, SLC7A7, SLC7A8, SLC7A9, SLC7A10, SLC7A11, SLC7A13, SLC7A14)
8. Intercambiador Na+/Ca2+[14]
  - (SLC8A1, SLC8A2, SLC8A3)
9. Intercambiador Na+/H+[15]
  - (SLC9A1, SLC9A2, SLC9A3, SLC9A4, SLC9A5, SLC9A6, SLC9A7, SLC9A8, SLC9A9, SLC9A10, SLC9A11, SLC9B1, SLC9B2)
10. Cotransporte de sales biliares de sodio[16]
  - (SLC10A1, SLC10A2, SLC10A3, SLC10A4, SLC10A5, SLC10A6, SLC10A7)
11. Transportador de iones metálicos acoplados a protones[17]
  - (SLC11A1, SLC11A2)
12. Cotransportador electroneutro de catión-Cl[18]
  - (SLC12A1, SLC12A2, SLC12A3, SLC12A4, SLC12A5, SLC12A6, SLC12A7, SLC12A8, SLC12A9)
13. Cotransportador de Na+-sulfato/carboxilato[19]
  - (SLC13A1, SLC13A2, SLC13A3, SLC13A4, SLC13A5)
14. Transportador de urea[20]
  - (SLC14A1, SLC14A2)
15. Cotransportador de oligopéptidos de protones[21]
  - (SLC15A1, SLC15A2, SLC15A3, SLC15A4)
16. Transportador de monocarboxilato[22]
  - (SLC16A1, SLC16A2, SLC16A3, SLC16A4, SLC16A5, SLC16A6, SLC16A7, SLC16A8, SLC16A9, SLC16A10, SLC16A11, SLC16A12, SLC16A13, SLC16A14)
17. Transportador de glutamato vesicular[23]
  - (SLC17A1, SLC17A2, SLC17A3, SLC17A4, SLC17A5, SLC17A6, SLC17A7, SLC17A8, SLC17A9)
18. Transportador de amina vesicular[24]
  - (SLC18A1, SLC18A2, SLC18A3)
19. Transportador folato/tiamina[25]
  - (SLC19A1, SLC19A2, SLC19A3)
20. Cotransportador tipo III Na+-fostato[26]
  - (SLC20A1, SLC20A2)
21. Transporte de aniones orgánicos[27]
  - Subfamilia 1 (SLCO1A2, SLCO1B1, SLCO1B3, SLCO1C1)
  - Subfamilia 2 (SLCO2A1, SLCO2B1)
  - Subfamilia 3 (SLCO3A1)
  - Subfamilia 4 (SLCO4A1, SLCO4C1)
  - Subfamilia 5 (SLCO5A1)
  - Subfamilia 6 (SLCO6A1)
22. Transportador orgánico de cationes/aniones/zwitteriones[28]
  - (SLC22A1, SLC22A2, SLC22A3, SLC22A4, SLC22A5, SLC22A6, SLC22A7, SLC22A8, SLC22A9, SLC22A10, SLC22A11, SLC22A12, SLC22A13, SLC22A14, SLC22A15, SLC22A16, SLC22A17, SLC22A18, SLC22A18AS, SLC22A19, SLC22A20, SLC22A23, SLC22A24, SLC22A25, SLC22A31)
23. Transportador de ácido ascórbico dependiente de Na+[29]
  - (SLC23A1, SLC23A2, SLC23A3, SLC23A4)
24. Intercambiador Na+/(Ca2+-K+)[30]
  - (SLC24A1, SLC24A2, SLC24A3, SLC24A4, SLC24A5, SLC24A6)
25. Portador mitocondrial[31]
  - (SLC25A1, SLC25A2, SLC25A3, SLC25A4, SLC25A5, SLC25A6, UCP1(SLC25A7), UCP2(SLC25A8), UCP3(SLC25A9), SLC25A10, SLC25A11, SLC25A12, SLC25A13, SLC25A14, SLC25A15, SLC25A16, SLC25A17, SLC25A18, SLC25A19, SLC25A20, SLC25A21, SLC25A22, SLC25A23, SLC25A24, SLC25A25, SLC25A26, SLC25A27, SLC25A28, SLC25A29, SLC25A30, SLC25A31, SLC25A32, SLC25A33, SLC25A34, SLC25A35, SLC25A36, SLC25A37, SLC25A38, SLC25A39, SLC25A40, SLC25A41, SLC25A42, SLC25A43, SLC25A44, SLC25A45, SLC25A46), SLC25A47, SLC25A48, MTCH1(SLC25A49), MTCH2(SLC25A50), SLC25A51, SLC25A52, SLC25A53
26. Intercambiador de aniones multifuncional[32]
  - (SLC26A1, SLC26A2, SLC26A3, SLC26A4, SLC26A5, SLC26A6, SLC26A7, SLC26A8, SLC26A9, SLC26A10, SLC26A11)
27. Proteínas transportadoras de ácidos grasos[33]
  - (SLC27A1, SLC27A2, SLC27A3, SLC27A4, SLC27A5, SLC27A6)
28. Transporte de nucleósidos acoplados a Na+[34]
  - (SLC28A1, SLC28A2, SLC28A3)
29. Transportador facilitador de nucleósidos[35]
  - (SLC29A1, SLC29A2, SLC29A3, SLC29A4)
30. Transportador de zinc[36]
  - Exportadores ZnT (SLC30A1, SLC30A2, SLC30A3, SLC30A4, SLC30A5, SLC30A6, SLC30A7, SLC30A8, SLC30A9, SLC30A10)
  - Importadores ZIP (SLC39A1, SLC39A2, SLC39A3, SLC39A4, SLC39A5, SLC39A6, SLC39A7, SLC39A8, SLC39A9, SLC39A10, SLC39A11, SLC39A12, SLC39A13, SLC39A14)
31. Trasnportadores de cobre[37]
  - (SLC31A1, SLC31A2)
32. Transportador de aminoácidos inhibidores vesiculares[38]
  - (SLC32A1)
33. Transportador de Acetil-CoA[39]
  - (SLC33A1)
34. Cotransportador de Na+-fosfato tipo II[40]
  - (SLC34A1, SLC34A2, SLC34A3)
35. Transportador de nucleótidos-azúcar[41]
  - Subfamilia A (SLC35A1, SLC35A2, SLC35A3, SLC35A4, SLC35A5)
  - Subfamilia B (SLC35B1, SLC35B2, SLC35B3, SLC35B4)
  - Subfamilia C (SLC35C1, SLC35C2)
  - Subfamilia D (SLC35D1, SLC35D2, SLC35D3)
  - Subfamilia E (SLC35E1, SLC35E2A, SLC35E2B, SLC35E3, SLC35E4)
  - Subfamilia F (SLC35F1, SLC35F2, SLC35F3, SLC35F4, SLC35F5)
  - Subfamilia G (SLC35G1, SLC35G3, SLC35G4, SLC35G5, SLC35G6)
36. Transportador de aminoácidos acoplado a protones[42]
  - (SLC36A1, SLC36A2, SLC36A3, SLC36A4)
37. Intercambiador azúcar-fosfato/fosfato[43]
  - (SLC37A1, SLC37A2, SLC37A3, SLC37A4)
38. Sistema A y N, transportador de aminoácidos neutros acoplados con sodio[44]
  - (SLC38A1, SLC38A2, SLC38A3, SLC38A4, SLC38A5, SLC38A6, SLC38A7, SLC38A8, SLC38A9, SLC38A10, SLC38A11)
39. Transportador de iones metálicos[45]
  - (SLC39A1, SLC39A2, SLC39A3, SLC39A4, SLC39A5, SLC39A6, SLC39A7, SLC39A8, SLC39A9, SLC39A10, SLC39A11, SLC39A12, SLC39A13, SLC39A14)
40. Transportador de hierro basolateral[46]
  - (SLC40A1)
41. Transportador de magnesio similar a MgtEr
  - (SLC41A1, SLC41A2, SLC41A3)
42. Transportador de amoníaco[47][48]
  - (RHAG(SLC42A1), RHBG(SLC42A2), RHCG(SLC42A3))
43. Transportador de aminoácidos similar al sistema L, independiente de Na+
  - (SLC43A1, SLC43A2, SLC43A3)
44. Transportador similar a la colina
  - (SLC44A1, SLC44A2, SLC44A3, SLC44A4, SLC44A5)
45. Transportador putativo de azúcar
  - (SLC45A1, SLC45A2, SLC45A3, SLC45A4)
46. Transportador de folato
  - (SLC46A1, SLC46A2, SLC46A3)
47. Proteína de extrusión multiantimicrobiana
  - (SLC47A1, SLC47A2)
48. Familia de transportadores de hierro
  - (SLC48A1)
49. Transportador de hierro
  - (FLVCR1(SLC49A1), FLVCR2(SLC49A2), SLC49A3, SLC49A4)
50. Transportadores de eflujo de azúcar de la familia SWEET
  - (SLC50A1)
51. Transportadores de moléculas derivadas de esteroides
  - (SLC51A, SLC51B)
52. Familia de transportadores de riboflavina RFVT/SLC52
  - (SLC52A1, SLC52A2, SLC52A3)
53. Portadores de fosfato
  - (XPR1(SLC53A1)
54. Portadores de piruvato mitocondrial
  - (MPC1(SLC54A1), MPC2(SLC54A2), MPC1L(SLC54A3))
55. Intercambiadores de cationes/protones mitocondriales
  - (LETM1(SLC54A1), LETM2(SLC54A2), LETMD1(SLC54A3))
56. Sideroflexinas
  - (SFXN1(SLC56A1), SFXN2(SLC56A2), SFXN3(SLC56A3), SFXN4(SLC56A4), SFXN5(SLC56A5))
57. Familia de transportadores de magnesio tipo NiPA
  - (NIPA1(SLC57A1), NIPA2(SLC57A2), NIPAL1(SLC57A3), NIPAL2(SLC57A4), NIPAL3(SLC57A5), NIPAL4(SLC57A6))
58. Familia de transportadores de magnesio tipo MagT
  - (MAGT1(SLC58A1), TUSC3(SLC58A2))
59. Familia de simportadores de lisofosfatidilcolina dependientes de sodio
  - (MFSD2A(SLC59A1), MFSD2B(SLC59A2))
60. Transportadores de glucosa
  - (MFSD4A(SLC60A1), MFSD4B(SLC60A2))
61. Familia de transportadores de molibdato
  - (MFSD5(SLC61A1))
62. Transportadores de pirofosfato
  - (ANKH(SLC62A1))
63. Transportadores de esfingosina-fosfato
  - (SPNS1(SLC63A1), SPNS2(SLC63A2), SPNS3(SLC63A3))
64. Intercambiadores Golgi Ca2+/H+
  - (TMEM165(SLC64A1))
65. Transportadores de colesterol tipo NPC
  - (NPC1(SLC65A1), NPC1L1(SLC65A2))
66. Exportadores de aminoácidos catiónicos
  - (SLC66A1, SLC66A2, SLC66A3, CTNS(SLC66A4), MPDU(SLC66A5))

## SLC putativos
Los SLC putativos, también llamados SLC atípicos, son proteínas transportadoras facilitadoras o activas secundarias novedosas y plausibles que comparten antecedentes ancestrales con los SLC conocidos. Sin embargo, los SLC atípicos de tipo MFS pueden subdividirse en 15 familias putativas de transportadores MFS (AMTF).
Todos los SLC putativos son transportadores SLC plausibles. Algunos son solo "atípicos" cuando se trata de su nomenclatura; los genes tienen una asignación de SLC pero como un alias, y han conservado su símbolo de gen "no SLC" ya asignado como el símbolo aprobado.
Aquí se enumeran algunos SLC putativos: OCA2, CLN3, TMEM104, SPNS1, SPNS2, SPNS3, SV2A, SV2B, SV2C, SVOP, SVOPL, MFSD1, MFSD2A, MFSD2B, MFSD3, MFSD4A, MFSD4B, MFSD5, MFSD6, MFSD6L, MFSD8, MFSD9, MFSD10, MFSD11, MFSD12, MFSD13A, MFSD14A, MFSD14B, UNC93A y UNC93B1.